# Чаша мудрости Бафомета
Чаша мудрости Бафомета — мемориальная скульптура, заказанная Сатанинским храмом. Скульптура представляет собой чёрный 23-дюймовый куб, на котором изображены сатанинские пентаграммы под перевернутым шлемом солдата. Мемориал павшим солдатам был создан в сотрудничестве скульптора Криса Андреса и слесаря Адама Вольпе.

## Установка
После того, как администрация города Белл-Плейн дала разрешение местной группе ветеранов на размещение в принадлежащем городу Мемориальном парке экспозиции с изображением солдата с винтовкой, стоящего на коленях рядом с двухфутовым христианским крестом, Фонд свободы от религии пригрозил подать на город в суд, а Сатанинский храм объявил о планах установить в парке собственный общественный памятник.
Мемориальный крест был удален в январе 2017 года, но в ответ на протесты и давление с целью его восстановления городские власти выделили часть парка в качестве ограниченного общественного форума, где любая группа в течение временного периода могла бы отдать дань памяти павшим солдатам по своему усмотрению. И Клуб ветеранов Бель-Плейн, и Сатанинский храм подали заявки и получили одобрение на возведение памятников. В апреле 2017 года мемориальный крест был восстановлен, а Сатанинский храм планировал установить свой мемориал в июле 2017 года.
Поскольку план по размещению памятников вызвал больше протестов, чем одобрений, городские власти решили закрыть ограниченный общественный форум, приказав убрать крест-мемориал и отозвав разрешение на установку памятника Храму. Сатанинский храм подал в суд на городскую администрацию, требуя возмещения ущерба в размере 35 000 долларов, заявив о нарушении прав группы, предусмотренных Первой поправкой, и о нарушении контракта из-за отмены одобрения после того, как они уже заплатили за установку маркера. Проблема решилась не в пользу Сатанинского храма: в 2021 году суд постановил, что Храм нанял художника для создания памятника до получения разрешения, и Храм не смог привести «убедительные доводы» о том, что его репутация пострадала от этого решения.